# San Pedro Sula
San Pedro Sula est une ville et municipalité du nord-ouest du Honduras. Avec une population de 1 094 825 habitants (estimation 2023), c’est la deuxième plus grande ville du pays après la capitale Tegucigalpa et la capitale économique. C’est la capitale du département de Cortés.

## Histoire
San Pedro Sula a été fondée en 1536 par Pedro de Alvarado sous le nom de Villa de San Pedro de Puerto Caballos. Son nom actuel est apparu cinq ans plus tard, en raison de sa localisation dans la vallée de Sula. C'était une petite cité de province jusqu'à l’arrivée du chemin de fer sur la mer des Caraïbes en 1888. La ville, qui ne comptait que quelques milliers d'habitants au début du XXe siècle, a connu une croissance exponentielle à partir de cette date.
Le 27 mai 2004, un incendie dans la prison de la ville a provoqué la mort de 104 personnes.
Le 13 octobre 2018, une caravane s'est réunie dans la ville, pour fuir le pays en vue de rejoindre les États-Unis.
La caravane est formée majoritairement de Honduriens, mais aussi de Salvadoriens.

## Climat
La ville de San Pedro Sula connaît un climat tropical classification de Köppen (Aw/Am).avec une saison humide qui s'étend de mai à décembre, et une saison sèche de janvier à avril. Les températures annuelles se situent entre 21 °C et 35 °C.
| Mois                              | jan. | fév. | mars | avril | mai | juin | jui. | août | sep. | oct. | nov. | déc. | année |
| --------------------------------- | ---- | ---- | ---- | ----- | --- | ---- | ---- | ---- | ---- | ---- | ---- | ---- | ----- |
| Température minimale moyenne (°C) | 21   | 21   | 24   | 25    | 24  | 24   | 24   | 24   | 24   | 23   | 21   | 20   | 22,2  |
| Température maximale moyenne (°C) | 29   | 31   | 32   | 35    | 31  | 31   | 31   | 31   | 31   | 30   | 30   | 29   | 30,7  |

## Économie
L’industrie du cigare est la principale activité. La ville compte aussi de nombreuses usines dites maquiladoras notamment américaines, chinoises et sud-coréennes destinées à la fabrication de vêtements. Les conditions de travail déplorables et la grande instabilité des ouvertures et fermetures poussent de nombreux travailleurs à émigrer vers la zone frontalière sud du Mexique, notamment les villes de Tapachula et Frontera Comalapa et surtout vers les États-Unis, même si ce flux a diminué depuis la crise économique de 2008 qui frappe durement ce dernier pays. 
La ville abrite l'aéroport international Ramón-Villeda-Morales, aussi appelé La Mesa.

## Sport
San Pedro Sula possède deux clubs professionnels de football : Club Deportivo Marathón et Real España ; l'équipe du Honduras de football joue également ses matchs à domicile à San Pedro Sula. La ville a été l'hôte des sixièmes « Juegos deportivos centroamericanos (es) » (Jeux de l'Amérique centrale) en 1997 et l'a été de nouveau en 2009.

## Religion
80 % de la population est catholique. 

## Évêché
- Diocèse de San Pedro Sula
- Cathédrale de San Pedro Sula